# Лесли, Фрэнк
Фрэнк Лесли (англ. Frank Leslie, настоящее имя Генри Картер; 29 марта 1821 — 10 января 1880) — известный английский и американский художник-гравёр, издатель, активный иллюстратор гражданской войны в США 1861—1865 годов. Издавал известную «Иллюстрированную газету Фрэнка Лесли».

## Биография
Генри Картер, впоследствии взявший псевдоним Фрэнк Лесли, родился в городке Ипсуич в графстве Суффолк в Англии, в семье производителя перчаток Иосифа Картера. Ещё в школе мальчик проявил себя как талантливый художник, и к подростковому возрасту достиг в своём умении профессии гравёра. Так, в тринадцать лет Генри сделал из дерева гравюру герба своего родного города Ипсвич, за что получил похвалу от своего учителя.

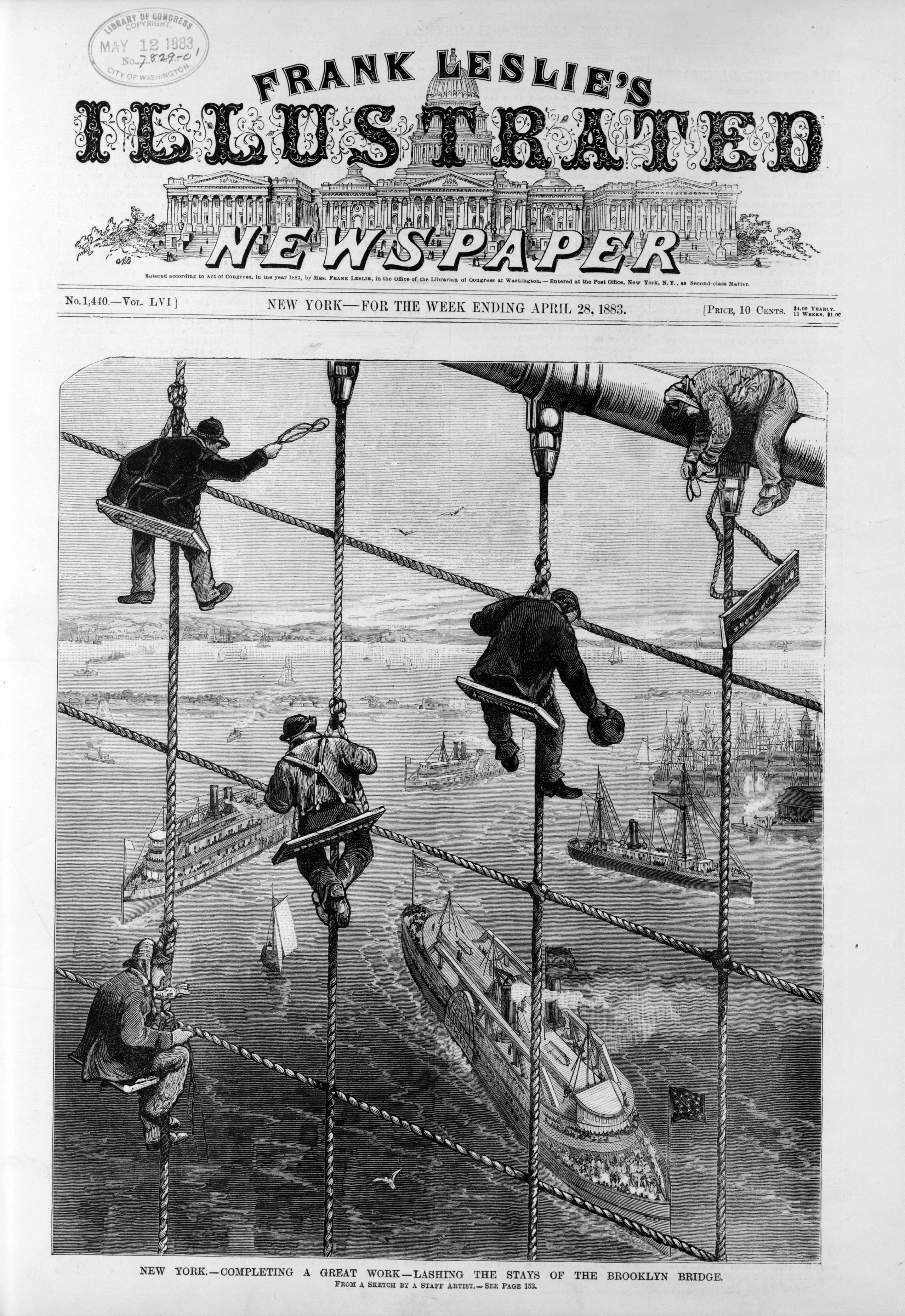
Строительство Бруклинского моста, Frank Leslie's illustrated newspaper, 28 апреля 1883

Долгое время работал в редакции еженедельника «Иллюстрейтед Лондон ньюс». В 1848 году, на пике европейских революций, эмигрировал в США, где в течение года работал под уже под псевдонимом Фрэнк Лесли.
В 1855 в Нью-Йорке основал весьма популярное издание «Фрэнк Леслиз иллюстрейтед ньюспейпер». Пик популярности газеты пришёлся на время Гражданской войны, когда Лесли разослал несколько десятков художников для зарисовок боевых действий с натуры. Большое количество превосходных по качеству гравюр газеты имеют сейчас непосредственную историческую ценность.
Платил весьма большие гонорары — каждый журналист и иллюстратор в США мечтал печататься в его изданиях.
В 1877 году разорился, в 1880 скончался в Нью-Йорке от опухоли в горле. Его жена, издательница феминистского журнала «Фрэнк Леслиз ледиз джорнел», после финансового краха не только восстановила популярность «Иллюстрированной газеты Фрэнка Лесли», но и увеличила её.

## Интересные факты
- Самый популярный в России до революции иллюстрированный журнал Нива, начавший издаваться Адольфом Марксом в 1868 году, во многом ориентировался на внешний вид и содержание газеты Лесли.
- Карикатуры Лесли на Авраама Линкольна, 1860—1865

## В литературе
- Гор Видал, 1876 (роман).
- Джек Финней, Меж двух времён.